# WTA Tour 2010
Die WTA Tour 2010 (offiziell: Sony Ericsson WTA Tour 2010) war der 40. Jahrgang der Damentennis-Turnierserie, die von der Women’s Tennis Association ausgetragen wird.
Neu im Turnierkalender war das Hallenturnier e-Boks Danish Open in Dänemark.
Die Teamwettbewerbe Hopman Cup und Fed Cup werden wie die Grand-Slam-Turniere nicht von der WTA, sondern von der ITF organisiert. Hier werden sie aufgeführt, da die Spitzenspielerinnen diese Turniere in der Regel spielen.

## Turnierplan
| Kategorie              |
| ---------------------- |
| Grand Slam             |
| Jahresendveranstaltung |
| Premier Mandatory      |
| Premier 5              |
| Premier                |
| International          |

| Sonstige   |
| ---------- |
| Hopman Cup |
| Fed Cup    |

### Erklärungen
Die Zeichenfolge von z. B. 128E/96Q/64D/32M hat folgende Bedeutung:

128E = 128 Spielerinnen spielen im Einzel

96Q = 96 Spielerinnen spielen die Qualifikation

64D = 64 Paarungen spielen im Doppel

32M = 32 Paarungen spielen im Mixed

### Januar
| Datum 1 | Turnier                                                                                                 | Sieger(in)                                | Finalgegner(in)                       | Ergebnis          |
| ------- | --- | ----------------------------------------- | ------------------------------------- | ----------------- |
| 04.01.  | Hyundai Hopman Cup Perth, Australien ITF – 1.000.000A$ Hartplatz                                        | María José Martínez Sánchez Tommy Robredo | Laura Robson Andy Murray              | 2:1               |
| 04.01.  | Brisbane International 2010 Brisbane, Australien International – 220.000 $ Hartplatz – 32E/32Q/16D      | Kim Clijsters                             | Justine Henin                         | 6:3, 4:6, 7:66    |
| 04.01.  | Brisbane International 2010 Brisbane, Australien International – 220.000 $ Hartplatz – 32E/32Q/16D      | Andrea Hlaváčková Lucie Hradecká          | Melinda Czink Arantxa Parra Santonja  | 2:6, 7:63, [10:4] |
| 04.01.  | ASB Classic 2010 Auckland, Neuseeland International – 220.000 $ Hartplatz – 32E/32Q/16D                 | Yanina Wickmayer                          | Flavia Pennetta                       | 6:3, 6:2          |
| 04.01.  | ASB Classic 2010 Auckland, Neuseeland International – 220.000 $ Hartplatz – 32E/32Q/16D                 | Cara Black Liezel Huber                   | Natalie Grandin Laura Granville       | 7:64, 6:2         |
| 11.01.  | Medibank International Sydney 2010 Sydney, Australien Premier – 600.000 $ Hartplatz – 30E/48Q/16D       | Jelena Dementjeva                         | Serena Williams                       | 6:3, 6:2          |
| 11.01.  | Medibank International Sydney 2010 Sydney, Australien Premier – 600.000 $ Hartplatz – 30E/48Q/16D       | Cara Black Liezel Huber                   | Tathiana Garbin Nadja Petrowa         | 6:1, 3:6, [10:3]  |
| 11.01.  | Moorilla Hobart International 2010 Hobart, Australien International – 220.000 $ Hartplatz – 32E/32Q/16D | Aljona Bondarenko                         | Sharhar Peer                          | 6:2, 6:4          |
| 11.01.  | Moorilla Hobart International 2010 Hobart, Australien International – 220.000 $ Hartplatz – 32E/32Q/16D | Chuang Chia-jung Květa Peschke            | Chan Yung-jan Monica Niculescu        | 3:6, 6:3, [10:7]  |
| 18.01.  | Australian Open Melbourne, Australien Grand Slam Hartplatz – 128E/96Q/64D/32X                           | Serena Williams                           | Justine Henin                         | 6:4, 3:6, 6:2     |
| 18.01.  | Australian Open Melbourne, Australien Grand Slam Hartplatz – 128E/96Q/64D/32X                           | Venus Williams Serena Williams            | Cara Black Liezel Huber               | 6:4, 6:3          |
| 18.01.  | Australian Open Melbourne, Australien Grand Slam Hartplatz – 128E/96Q/64D/32X                           | Cara Black Leander Paes                   | Jekaterina Makarova Jaroslav Levinský | 7:5, 6:3          |

### Februar
| Datum 1 | Turnier | Sieger(in)                                         | Finalgegner(in)                           | Ergebnis          |
| ------- | --- | -------------------------------------------------- | ----------------------------------------- | ----------------- |
| 01.02.  | Fed Cup (1. Runde) Charkiw, Ukraine, Hartplatz (Halle) Brno, Tschechien, Hartplatz (Halle) Belgrad, Serbien, Hartplatz (Halle) Liévin, Frankreich, Sandplatz (Halle) | Italien Tschechien Russland Vereinigte Staaten     | Ukraine Deutschland Serbien Frankreich    | 4:1 3:2 4:1       |
| 08.02.  | PTT Pattaya Women’s Open Pattaya, Thailand International – 220.000 $ Hartplatz – 32E/16Q/16D                                                                         | Wera Swonarjowa                                    | Tamarine Tanasugarn                       | 6:4, 6:4          |
| 08.02.  | PTT Pattaya Women’s Open Pattaya, Thailand International – 220.000 $ Hartplatz – 32E/16Q/16D                                                                         | Marina Eraković Tamarine Tanasugarn                | Anna Tschakwetadse Xenia Perwak           | 7:5, 6:1          |
| 08.02.  | Open GDF Suez (Halle) Paris, Frankreich Premier – 700.000 $ Hartplatz – 30E/32Q/16D                                                                                  | Jelena Dementjewa                                  | Lucie Šafářová                            | 6:75, 6:1, 6:4    |
| 08.02.  | Open GDF Suez (Halle) Paris, Frankreich Premier – 700.000 $ Hartplatz – 30E/32Q/16D                                                                                  | Iveta Benešová Barbora Záhlavová-Strýcová          | Cara Black Liezel Huber                   | kampflos          |
| 15.02.  | Regions Morgan Keegan Championship and Cellular South Cup (Halle) Memphis, Vereinigte Staaten International – 220.000 $ Hartplatz – 32E/16Q/16D                      | Marija Scharapowa                                  | Sofia Arvidsson                           | 6:2, 6:1          |
| 15.02.  | Regions Morgan Keegan Championship and Cellular South Cup (Halle) Memphis, Vereinigte Staaten International – 220.000 $ Hartplatz – 32E/16Q/16D                      | Vania King Michaëlla Krajicek                      | Bethanie Mattek-Sands Meghann Shaughnessy | 7:5, 6:2          |
| 15.02.  | Barclays Dubai Tennis Championships Dubai, Vereinigte Arabische Emirate Premier 5 – 2.000.000 $ Hartplatz 56E/32Q/28D                                                | Venus Williams                                     | Wiktoryja Asaranka                        | 6:3, 7:5          |
| 15.02.  | Barclays Dubai Tennis Championships Dubai, Vereinigte Arabische Emirate Premier 5 – 2.000.000 $ Hartplatz 56E/32Q/28D                                                | Nuria Llagostera Vives María José Martínez Sánchez | Květa Peschke Katarina Srebotnik          | 7:65, 6:4         |
| 15.02.  | Copa BBVA Colsanitas Bogotá, Kolumbien International – 220.000 $ Sandplatz (rot) – 32E/32Q/16D                                                                       | Mariana Duque Mariño                               | Angelique Kerber                          | 6:4, 6:3          |
| 15.02.  | Copa BBVA Colsanitas Bogotá, Kolumbien International – 220.000 $ Sandplatz (rot) – 32E/32Q/16D                                                                       | Gisela Dulko Edina Gallovits                       | Olha Sawtschuk Nastassja Jakimawa         | 6:2, 7:66         |
| 22.02.  | Abierto Mexicano TELCEL presentado por HSBC Acapulco, Mexiko International – 220.000 $ Sandplatz (rot) – 32E/32Q/16D                                                 | Venus Williams                                     | Polona Hercog                             | 2:6, 6:2, 6:3     |
| 22.02.  | Abierto Mexicano TELCEL presentado por HSBC Acapulco, Mexiko International – 220.000 $ Sandplatz (rot) – 32E/32Q/16D                                                 | Polona Hercog Barbora Záhlavová-Strýcová           | Sara Errani Roberta Vinci                 | 2:6, 6:1, [10:2]  |
| 22.02.  | Malaysia Classic Kuala Lumpur, Malaysia International – 220.000 $ Sandplatz (rot) – 32E/30Q/16D                                                                      | Alissa Kleibanowa                                  | Jelena Dementjewa                         | 6:3, 6:2          |
| 22.02.  | Malaysia Classic Kuala Lumpur, Malaysia International – 220.000 $ Sandplatz (rot) – 32E/30Q/16D                                                                      | Chan Yung-jan Zheng Jie                            | Anastasia Rodionova Arina Rodionowa       | 6:74, 6:2, [10:7] |

### März
| Datum 1 | Turnier                                                                                                   | Siegerin                                  | Finalgegnerin                  | Ergebnis         |
| ------- | --- | ----------------------------------------- | ------------------------------ | ---------------- |
| 01.03.  | Monterrey Open Monterrey, Mexiko International – 220.000 $ Hartplatz – 32E/32Q/16D                        | Anastassija Pawljutschenkowa              | Daniela Hantuchová             | 1:6, 6:1, 6:0    |
| 01.03.  | Monterrey Open Monterrey, Mexiko International – 220.000 $ Hartplatz – 32E/32Q/16D                        | Iveta Benešová Barbora Záhlavová-Strýcová | Anna-Lena Grönefeld Vania King | 3:6, 6:4, [10:8] |
| 08.03.  | BNP Paribas Open Indian Wells, Vereinigte Staaten Premier Mandatory – 4.500.000 $ Hartplatz – 96E/48Q/32D | Jelena Janković                           | Caroline Wozniacki             | 6:2, 6:4         |
| 08.03.  | BNP Paribas Open Indian Wells, Vereinigte Staaten Premier Mandatory – 4.500.000 $ Hartplatz – 96E/48Q/32D | Květa Peschke Katarina Srebotnik          | Nadja Petrowa Samantha Stosur  | 6:4, 2:6, [10:5] |
| 22.03.  | Sony Ericsson Open Miami, Vereinigte Staaten Premier Mandatory – 4.500.000 $ Hartplatz – 96E/48Q/32D      | Kim Clijsters                             | Venus Williams                 | 6:2, 6:1         |
| 22.03.  | Sony Ericsson Open Miami, Vereinigte Staaten Premier Mandatory – 4.500.000 $ Hartplatz – 96E/48Q/32D      | Gisela Dulko Flavia Pennetta              | Nadja Petrowa Samantha Stosur  | 6:3, 4:6, [10:7] |

### April
| Datum 1 | Turnier | Sieger(in)                             | Finalgegner(in)                        | Ergebnis          |
| ------- | --- | -------------------------------------- | -------------------------------------- | ----------------- |
| 05.04.  | MPS Group Championships Ponte Vedra Beach, Vereinigte Staaten International – 220.000 $ Sandplatz (grün) – 32E/32Q/16D | Caroline Wozniacki                     | Wolha Hawarzowa                        | 6:2, 7:5          |
| 05.04.  | MPS Group Championships Ponte Vedra Beach, Vereinigte Staaten International – 220.000 $ Sandplatz (grün) – 32E/32Q/16D | Bethanie Mattek-Sands Yan Zi           | Chuang Chia-jung Peng Shuai            | 4:6, 6:4, [10:8]  |
| 05.04.  | Andalucia Tennis Experience Marbella, Spanien International – 220.000 $ Sandplatz (rot) – 32E/32Q/16D                  | Flavia Pennetta                        | Carla Suárez                           | 6:2, 4:6, 6:3     |
| 05.04.  | Andalucia Tennis Experience Marbella, Spanien International – 220.000 $ Sandplatz (rot) – 32E/32Q/16D                  | Sara Errani Roberta Vinci              | Marija Kondratjewa Jaroslawa Schwedowa | 6:4, 6:2          |
| 12.04.  | Barcelona Ladies Open Barcelona, Spanien International – 220.000 $ Sandplatz (rot) – 32E/32Q/16D                       | Francesca Schiavone                    | Roberta Vinci                          | 6:1, 6:1          |
| 12.04.  | Barcelona Ladies Open Barcelona, Spanien International – 220.000 $ Sandplatz (rot) – 32E/32Q/16D                       | Sara Errani Roberta Vinci              | Timea Bacsinszky Tathiana Garbin       | 6:1, 3:6, [10:2]  |
| 12.04.  | Family Circle Cup Charleston, Vereinigte Staaten Premier – 700.000 $ Sandplatz (grün) – 56E/31Q/16D                    | Samantha Stosur                        | Wera Swonarjowa                        | 6:0, 6:3          |
| 12.04.  | Family Circle Cup Charleston, Vereinigte Staaten Premier – 700.000 $ Sandplatz (grün) – 56E/31Q/16D                    | Liezel Huber Nadja Petrowa             | Vania King Michaëlla Krajicek          | 6:3, 6:4          |
| 19.04.  | Fed Cup (Halbfinale) Rom, Italien, Sandplatz Birmingham, Vereinigte Staaten, Hartplatz                                 | Italien Vereinigte Staaten             | Tschechien Russland                    | 5:0 3:2           |
| 26.04.  | Grand Prix SAR La Princesse Lalla Meryem Fès, Marokko International – 220.000 $ Sandplatz (rot) – 32E/30Q/16D          | Iveta Benešová                         | Simona Halep                           | 6:4, 6:2          |
| 26.04.  | Grand Prix SAR La Princesse Lalla Meryem Fès, Marokko International – 220.000 $ Sandplatz (rot) – 32E/30Q/16D          | Iveta Benešová Anabel Medina Garrigues | Lucie Hradecká Renata Voráčová         | 6:3, 6:1          |
| 26.04.  | Porsche Tennis Grand Prix (Halle) Stuttgart, Deutschland Premier – 700.000 $ Sandplatz (rot) – 30E/32Q/16D             | Justine Henin                          | Samantha Stosur                        | 4:6, 6:2, 1:6     |
| 26.04.  | Porsche Tennis Grand Prix (Halle) Stuttgart, Deutschland Premier – 700.000 $ Sandplatz (rot) – 30E/32Q/16D             | Gisela Dulko Flavia Pennetta           | Květa Peschke Katarina Srebotnik       | 3:6, 7:63, [10:5] |

### Mai
| Datum 1 | Turnier | Sieger(in)                                 | Finalgegner(in)                                    | Ergebnis          |
| ------- | --- | ------------------------------------------ | -------------------------------------------------- | ----------------- |
| 03.05.  | Internazionali BNL d’Italia Rom, Italien Premier 5 – 2.000.000 $ Sandplatz (rot) – 56E/32Q/28D             | María José Martínez Sánchez                | Jelena Janković                                    | 7:65, 7:5         |
| 03.05.  | Internazionali BNL d’Italia Rom, Italien Premier 5 – 2.000.000 $ Sandplatz (rot) – 56E/32Q/28D             | Gisela Dulko Flavia Pennetta               | Nuria Llagostera Vives María José Martínez Sánchez | 6:4, 6:2          |
| 03.05.  | Estoril Open Oeiras, Portugal International – 220.000 $ Sandplatz (rot) – 32E/32Q/16D                      | Anastasija Sevastova                       | Arantxa Parra Santonja                             | 6:2, 7:5          |
| 03.05.  | Estoril Open Oeiras, Portugal International – 220.000 $ Sandplatz (rot) – 32E/32Q/16D                      | Sorana Cîrstea Anabel Medina Garrigues     | Witalija Djatschenko Aurélie Védy                  | 6:1, 7:5          |
| 10.05.  | Mutua Madrileña Madrid Open Madrid, Spanien Premier Mandatory – 3.500.000 $ Sandplatz (rot) – 60E/32Q/28D  | Aravane Rezaï                              | Venus Williams                                     | 6:2, 7:5          |
| 10.05.  | Mutua Madrileña Madrid Open Madrid, Spanien Premier Mandatory – 3.500.000 $ Sandplatz (rot) – 60E/32Q/28D  | Serena Williams Venus Williams             | Gisela Dulko Flavia Pennetta                       | 6:2, 7:5          |
| 17.05.  | Internationaux de Strasbourg Straßburg, Frankreich International – 220.000 $ Sandplatz (rot) – 32E/30Q/16D | Marija Scharapowa                          | Kristina Barrois                                   | 7:5, 6:1          |
| 17.05.  | Internationaux de Strasbourg Straßburg, Frankreich International – 220.000 $ Sandplatz (rot) – 32E/30Q/16D | Alizé Cornet Vania King                    | Alla Kudrjawzewa Anastasia Rodionova               | 3:6, 6:4, [10:7]  |
| 17.05.  | Polsat Warschau Open Warschau, Polen Premier – 600.000 $ Sandplatz (rot) – 30E/32Q/16D                     | Alexandra Dulgheru                         | Zheng Jie                                          | 6:3, 6:4          |
| 17.05.  | Polsat Warschau Open Warschau, Polen Premier – 600.000 $ Sandplatz (rot) – 30E/32Q/16D                     | Virginia Ruano Pascual Meghann Shaughnessy | Cara Black Yan Zi                                  | 6:3, 6:4          |
| 24.05.  | French Open Paris, Frankreich Grand Slam Sandplatz (rot) – 128E/96Q/64D/32X                                | Francesca Schiavone                        | Samantha Stosur                                    | 6:4, 7:62         |
| 24.05.  | French Open Paris, Frankreich Grand Slam Sandplatz (rot) – 128E/96Q/64D/32X                                | Serena Williams Venus Williams             | Květa Peschke Katarina Srebotnik                   | 6:2, 6:3          |
| 24.05.  | French Open Paris, Frankreich Grand Slam Sandplatz (rot) – 128E/96Q/64D/32X                                | Katarina Srebotnik Nenad Zimonjić          | Jaroslawa Schwedowa Julian Knowle                  | 4:6, 7:65, [11:9] |

### Juni
| Datum 1 | Turnier                                                                                 | Sieger(in)                           | Finalgegner(in)                    | Ergebnis          |
| ------- | --------------------------------------------------------------------------------------- | ------------------------------------ | ---------------------------------- | ----------------- |
| 07.06.  | AEGON Classic Birmingham, Großbritannien International – 220.000 $ Rasen – 56E/32Q/16D  | Li Na                                | Marija Scharapowa                  | 7:5, 6:1          |
| 07.06.  | AEGON Classic Birmingham, Großbritannien International – 220.000 $ Rasen – 56E/32Q/16D  | Cara Black Lisa Raymond              | Liezel Huber Bethanie Mattek-Sands | 6:3, 3:2 Aufgabe  |
| 14.06.  | UNICEF Open ’s-Hertogenbosch, Niederlande International – 220.000 $ Rasen – 32E/16Q/16D | Justine Henin                        | Andrea Petković                    | 3:6, 6:3, 6:4     |
| 14.06.  | UNICEF Open ’s-Hertogenbosch, Niederlande International – 220.000 $ Rasen – 32E/16Q/16D | Alla Kudrjawzewa Anastasia Rodionova | Vania King Jaroslawa Schwedowa     | 3:6, 6:3, [10:6]  |
| 14.06.  | AEGON International Eastbourne, Großbritannien Premier – 600.000 $ Rasen – 32E/32Q/16D  | Jekaterina Makarowa                  | Wiktoryja Asaranka                 | 7:65, 6:4         |
| 14.06.  | AEGON International Eastbourne, Großbritannien Premier – 600.000 $ Rasen – 32E/32Q/16D  | Lisa Raymond Rennae Stubbs           | Květa Peschke Katarina Srebotnik   | 6:2, 2:6, [13:11] |
| 21.06.  | Wimbledon Championships London, Großbritannien Grand Slam Rasen – 128E/96Q/64D/32X      | Serena Williams                      | Wera Swonarjowa                    | 6:3, 6:2          |
| 21.06.  | Wimbledon Championships London, Großbritannien Grand Slam Rasen – 128E/96Q/64D/32X      | Vania King Jaroslawa Schwedowa       | Jelena Wesnina Wera Swonarjowa     | 7:66, 6:2         |
| 21.06.  | Wimbledon Championships London, Großbritannien Grand Slam Rasen – 128E/96Q/64D/32X      | Cara Black Leander Paes              | Lisa Raymond Wesley Moodie         | 6:4, 7:65         |

### Juli
| Datum 1 | Turnier | Siegerin                               | Finalgegnerin                              | Ergebnis          |
| ------- | --- | -------------------------------------- | ------------------------------------------ | ----------------- |
| 05.07.  | Collector Swedish Open Women Båstad, Schweden International – 220.000 $ Sandplatz (rot) – 32E/32Q/16D                  | Aravane Rezaï                          | Gisela Dulko                               | 6:3, 4:6, 6:4     |
| 05.07.  | Collector Swedish Open Women Båstad, Schweden International – 220.000 $ Sandplatz (rot) – 32E/32Q/16D                  | Gisela Dulko Flavia Pennetta           | Renata Voráčová Barbora Záhlavová-Strýcová | 7:60, 6:0         |
| 05.07.  | GDF SUEZ Grand Prix Budapest, Ungarn International – 220.000 $ Sandplatz (rot) – 32E/32Q/16D                           | Ágnes Szávay                           | Patty Schnyder                             | 6:2, 6:4          |
| 05.07.  | GDF SUEZ Grand Prix Budapest, Ungarn International – 220.000 $ Sandplatz (rot) – 32E/32Q/16D                           | Timea Bacsinszky Tathiana Garbin       | Sorana Cîrstea Anabel Medina Garrigues     | 6:3, 6:3          |
| 12.07.  | Internazionali femminili di tennis di Palermo Palermo, Italien International – 220.000 $ Sandplatz (rot) – 32E/32Q/16D | Kaia Kanepi                            | Flavia Pennetta                            | 6:4, 6:3          |
| 12.07.  | Internazionali femminili di tennis di Palermo Palermo, Italien International – 220.000 $ Sandplatz (rot) – 32E/32Q/16D | Alberta Brianti Sara Errani            | Jill Craybas Julia Görges                  | 6:4, 6:1          |
| 12.07.  | ECM Prague Open Prag, Tschechien International – 220.000 $ Sandplatz (rot) – 32E/32Q/16D                               | Ágnes Szávay                           | Barbora Záhlavová-Strýcová                 | 6:2, 1:6, 6:2     |
| 12.07.  | ECM Prague Open Prag, Tschechien International – 220.000 $ Sandplatz (rot) – 32E/32Q/16D                               | Timea Bacsinszky Tathiana Garbin       | Monica Niculescu Ágnes Szávay              | 7:5, 7:64         |
| 19.07.  | NÜRNBERGER Gastein Ladies Bad Gastein, Österreich International – 220.000 $ Sandplatz (rot) – 32E/32Q/16D              | Julia Görges                           | Timea Bacsinszky                           | 6:1, 6:4          |
| 19.07.  | NÜRNBERGER Gastein Ladies Bad Gastein, Österreich International – 220.000 $ Sandplatz (rot) – 32E/32Q/16D              | Lucie Hradecká Anabel Medina Garrigues | Timea Bacsinszky Tathiana Garbin           | 6:72, 6:1, [10:5] |
| 19.07.  | Banka Koper Slovenia Open Portorož, Slowenien International – 220.000 $ Hartplatz – 32E/31Q/16D                        | Anna Tschakwetadse                     | Johanna Larsson                            | 6:1, 6:2          |
| 19.07.  | Banka Koper Slovenia Open Portorož, Slowenien International – 220.000 $ Hartplatz – 32E/31Q/16D                        | Marija Kondratjewa Vladimíra Uhlířová  | Anna Tschakwetadse Marina Eraković         | 6:4, 2:6, [10:7]  |
| 26.07.  | Bank of the West Classic Stanford, Vereinigte Staaten Premier – 700.000 $ Hartplatz – 30E/32Q/16D                      | Wiktoryja Asaranka                     | Marija Scharapowa                          | 6:4, 6:1          |
| 26.07.  | Bank of the West Classic Stanford, Vereinigte Staaten Premier – 700.000 $ Hartplatz – 30E/32Q/16D                      | Lindsay Davenport Liezel Huber         | Chan Yung-jan Zheng Jie                    | 7:5, 6:78, [10:8] |
| 26.07.  | İstanbul Cup Istanbul, Türkei International – 220.000 $ Hartplatz – 32E/32Q/16D                                        | Anastassija Pawljutschenkowa           | Jelena Wesnina                             | 5:7, 7:5, 6:4     |
| 26.07.  | İstanbul Cup Istanbul, Türkei International – 220.000 $ Hartplatz – 32E/32Q/16D                                        | Eleni Daniilidou Jasmin Wöhr           | Marija Kondratjewa Vladimíra Uhlířová      | 6:4, 1:6, [11:9]  |

### August
| Datum 1 | Turnier | Sieger(in)                          | Finalgegner(in)                           | Ergebnis          |
| ------- | --- | ----------------------------------- | ----------------------------------------- | ----------------- |
| 02.08.  | Mercury Insurance Open presented by Tri-City Medical Center San Diego, Vereinigte Staaten Premier – 700.000 $ Hartplatz – 30E/32Q/16D | Swetlana Kusnezowa                  | Agnieszka Radwańska                       | 6:4, 6:77, 6:3    |
| 02.08.  | Mercury Insurance Open presented by Tri-City Medical Center San Diego, Vereinigte Staaten Premier – 700.000 $ Hartplatz – 30E/32Q/16D | Marija Kirilenko Zheng Jie          | Lisa Raymond Rennae Stubbs                | 6:4, 6:4          |
| 02.08.  | e-Boks Sony Ericsson Open (Halle) Kopenhagen, Dänemark International – 220.000 $ Hartplatz – 32E/30Q/16D                              | Caroline Wozniacki                  | Klára Zakopalová                          | 6:2, 7:65         |
| 02.08.  | e-Boks Sony Ericsson Open (Halle) Kopenhagen, Dänemark International – 220.000 $ Hartplatz – 32E/30Q/16D                              | Julia Görges Anna-Lena Grönefeld    | Witalija Djatschenko Tazzjana Putschak    | 6:4, 6:4          |
| 09.08.  | Western & Southern Financial Group Women’s Open Cincinnati, Vereinigte Staaten Premier 5 – 2.000.000 $ Hartplatz – 56E/48Q/28D        | Kim Clijsters                       | Marija Scharapowa                         | 2:6, 7:64, 6:2    |
| 09.08.  | Western & Southern Financial Group Women’s Open Cincinnati, Vereinigte Staaten Premier 5 – 2.000.000 $ Hartplatz – 56E/48Q/28D        | Wiktoryja Asaranka Marija Kirilenko | Lisa Raymond Rennae Stubbs                | 7:64, 7:68        |
| 16.08.  | Rogers Cup Montreal, Kanada Premier 5 – 2.000.000 $ Hartplatz – 56E/64Q/28D                                                           | Caroline Wozniacki                  | Wera Swonarjowa                           | 6:3, 6:2          |
| 16.08.  | Rogers Cup Montreal, Kanada Premier 5 – 2.000.000 $ Hartplatz – 56E/64Q/28D                                                           | Gisela Dulko Flavia Pennetta        | Květa Peschke Katarina Srebotnik          | 7:5, 3:6, [12:10] |
| 23.08.  | Pilot Pen Tennis presented by Schick New Haven, Vereinigte Staaten Premier – 600.000 $ Hartplatz – 30E/32Q/16D                        | Caroline Wozniacki                  | Nadja Petrowa                             | 6:3, 3:6, 6:3     |
| 23.08.  | Pilot Pen Tennis presented by Schick New Haven, Vereinigte Staaten Premier – 600.000 $ Hartplatz – 30E/32Q/16D                        | Květa Peschke Katarina Srebotnik    | Bethanie Mattek-Sands Meghann Shaughnessy | 7:5, 6:0          |
| 30.08.  | US Open New York, Vereinigte Staaten Grand Slam Hartplatz – 128E/96Q/64D/32X                                                          | Kim Clijsters                       | Wera Swonarjowa                           | 6:2, 6:1          |
| 30.08.  | US Open New York, Vereinigte Staaten Grand Slam Hartplatz – 128E/96Q/64D/32X                                                          | Vania King Jaroslawa Schwedowa      | Liezel Huber Nadja Petrowa                | 2:6, 6:4, 7:64    |
| 30.08.  | US Open New York, Vereinigte Staaten Grand Slam Hartplatz – 128E/96Q/64D/32X                                                          | Liezel Huber Bob Bryan              | Květa Peschke Aisam-ul-Haq Qureshi        | 6:4, 6:4          |

### September
| Datum 1 | Turnier                                                                                                 | Siegerin                                  | Finalgegnerin                                    | Ergebnis         |
| ------- | --- | ----------------------------------------- | ------------------------------------------------ | ---------------- |
| 13.09.  | Guangzhou International Women’s Open Guangzhou, China International – 220.000 $ Hartplatz – 32E/32Q/16D | Jarmila Groth                             | Alla Kudrjawzewa                                 | 6:1, 6:4         |
| 13.09.  | Guangzhou International Women’s Open Guangzhou, China International – 220.000 $ Hartplatz – 32E/32Q/16D | Edina Gallovits Sania Mirza               | Han Xinyun Liu Wanting                           | 7:5, 6:3         |
| 13.09.  | Challenge Bell Québec, Kanada International – 220.000 $ Teppich – 32E/32Q/16D                           | Tamira Paszek                             | Bethanie Mattek-Sands                            | 7:66, 2:6, 7:5   |
| 13.09.  | Challenge Bell Québec, Kanada International – 220.000 $ Teppich – 32E/32Q/16D                           | Sofia Arvidsson Johanna Larsson           | Bethanie Mattek-Sands Barbora Záhlavová-Strýcová | 6:1, 2:6, [10:6] |
| 20.09.  | Hansol Korea Open Seoul, Südkorea International – 220.000 $ Hartplatz – 32E/32Q/16D                     | Alisa Kleibanowa                          | Klára Zakopalová                                 | 6:1, 6:3         |
| 20.09.  | Hansol Korea Open Seoul, Südkorea International – 220.000 $ Hartplatz – 32E/32Q/16D                     | Julia Görges Polona Hercog                | Natalie Grandin Vladimíra Uhlířová               | 6:3, 6:4         |
| 20.09.  | Taschkent Open Taschkent, Usbekistan International – 220.000 $ Hartplatz – 32E/32Q/16D                  | Alla Kudrjawzewa                          | Jelena Wesnina                                   | 6:4, 6:4         |
| 20.09.  | Taschkent Open Taschkent, Usbekistan International – 220.000 $ Hartplatz – 32E/32Q/16D                  | Alexandra Panowa Tazzjana Putschak        | Alexandra Dulgheru Magdaléna Rybáriková          | 6:3, 6:4         |
| 27.09.  | Toray Pan Pacific Open Tokio, Japan Premier 5 – 2.000.000 $ Hartplatz – 56E/32Q/16D                     | Caroline Wozniacki                        | Jelena Dementjewa                                | 1:6, 6:2, 6:3    |
| 27.09.  | Toray Pan Pacific Open Tokio, Japan Premier 5 – 2.000.000 $ Hartplatz – 56E/32Q/16D                     | Iveta Benešová Barbora Záhlavová-Strýcová | Shahar Peer Peng Shuai                           | 6:4, 4:6, [10:8] |

### Oktober
| Datum 1 | Turnier                                                                                            | Siegerin                                   | Finalgegnerin                             | Ergebnis          |
| ------- | -------------------------------------------------------------------------------------------------- | ------------------------------------------ | ----------------------------------------- | ----------------- |
| 04.10.  | China Open Peking, China Premier Mandatory – 4.500.000 $ Hartplatz – 60E/32Q/28D                   | Caroline Wozniacki                         | Wera Swonarjowa                           | 6:3, 3:6, 6:3     |
| 04.10.  | China Open Peking, China Premier Mandatory – 4.500.000 $ Hartplatz – 60E/32Q/28D                   | Chuang Chia-jung Wolha Hawarzowa           | Gisela Dulko Flavia Pennetta              | 7:62, 1:6, [10:7] |
| 11.10.  | Generali Ladies Linz (Halle) Linz, Österreich International – 220.000 $ Hartplatz – 32E/29Q/16D    | Ana Ivanović                               | Patty Schnyder                            | 6:1, 6:2          |
| 11.10.  | Generali Ladies Linz (Halle) Linz, Österreich International – 220.000 $ Hartplatz – 32E/29Q/16D    | Renata Voráčová Barbora Záhlavová-Strýcová | Květa Peschke Katarina Srebotnik          | 7:5, 7:6          |
| 11.10.  | HP Japan Women’s Open Tennis Osaka, Japan International – 220.000 $ Hartplatz – 32E/32Q/16D        | Tamarine Tanasugarn                        | Kimiko Date Krumm                         | 7:5, 6:74, 6:1    |
| 11.10.  | HP Japan Women’s Open Tennis Osaka, Japan International – 220.000 $ Hartplatz – 32E/32Q/16D        | Chang Kai-chen Lilia Osterloh              | Shuko Aoyama Rika Fujiwara                | 6:0, 6:3          |
| 18.10.  | Kremlin Cup (Halle) Moskau, Russland Premier – 1.000.000 $ Hartplatz – 30E/32Q/16D                 | Wiktoryja Asaranka                         | Marija Kirilenko                          | 6:3, 6:4          |
| 18.10.  | Kremlin Cup (Halle) Moskau, Russland Premier – 1.000.000 $ Hartplatz – 30E/32Q/16D                 | Gisela Dulko Flavia Pennetta               | Sara Errani María José Martínez Sánchez   | 6:3, 2:6, [10:6]  |
| 18.10.  | BGL Luxembourg Open (Halle) Luxemburg, Luxemburg International – 220.000 $ Hartplatz – 32E/32Q/16D | Roberta Vinci                              | Julia Görges                              | 6:3, 6:4          |
| 18.10.  | BGL Luxembourg Open (Halle) Luxemburg, Luxemburg International – 220.000 $ Hartplatz – 32E/32Q/16D | Timea Bacsinszky Tathiana Garbin           | Iveta Benešová Barbora Záhlavová-Strýcová | 6:4, 6:4          |
| 25.10.  | Sony Ericsson Championships Doha, Katar Jahresendveranstaltung Hartplatz – 8E/4D                   | Kim Clijsters                              | Caroline Wozniacki                        | 6:3, 5:7, 6:3     |
| 25.10.  | Sony Ericsson Championships Doha, Katar Jahresendveranstaltung Hartplatz – 8E/4D                   | Gisela Dulko Flavia Pennetta               | Květa Peschke Katarina Srebotnik          | 7:5, 6:4          |

### November
| Datum 1 | Turnier | Siegerin     | Finalgegnerin      | Ergebnis  |
| ------- | --- | ------------ | ------------------ | --------- |
| 01.11.  | Commonwealth Bank Tournament of Champions Bali, Indonesien Jahresendveranstaltung – 600.000 $ Hartplatz – 8E | Ana Ivanović | Alissa Kleibanowa  | 6:2, 7:65 |
| 01.11.  | Fed Cup Finale                                                                                               | Italien      | Vereinigte Staaten | 3:1       |

## Turniersiegerinnen
| Titel | Spielerin                    | Grand Slam | Grand Slam | Grand Slam | Jahresendveranstaltung | Jahresendveranstaltung | Jahresendveranstaltung | Premier Mandatory | Premier Mandatory | Premier 5 | Premier 5 | Premier | Premier | International | International |
| Titel | Spielerin                    | Einzel     | Doppel     | Mixed      | Einzel                 | Doppel                 | Einzel Bali            | Einzel            | Doppel            | Einzel    | Doppel    | Einzel  | Doppel  | Einzel        | Doppel        |
| ----- | ---------------------------- | ---------- | ---------- | ---------- | ---------------------- | ---------------------- | ---------------------- | ----------------- | ----------------- | --------- | --------- | ------- | ------- | ------------- | ------------- |
| 8     | Gisela Dulko                 | —          | —          | —          | —                      | 1                      | —                      | —                 | 1                 | —         | 2         | —       | 2       | —             | 2             |
| 8     | Flavia Pennetta              | —          | —          | —          | —                      | 1                      | —                      | —                 | 1                 | —         | 2         | —       | 2       | 1             | 1             |
| 6     | Caroline Wozniacki           | —          | —          | —          | —                      | —                      | —                      | 1                 | —                 | 2         | —         | 1       | —       | 2             | —             |
| 5     | Iveta Benešová               | —          | —          | —          | —                      | —                      | —                      | —                 | —                 | —         | 1         | —       | 1       | 1             | 2             |
| 5     | Kim Clijsters                | 1          | —          | —          | 1                      | —                      | —                      | 1                 | —                 | 1         | —         | —       | —       | 1             | —             |
| 5     | Cara Black                   | —          | —          | 2          | —                      | —                      | —                      | —                 | —                 | —         | —         | —       | 1       | —             | 2             |
| 5     | Liezel Huber                 | —          | —          | 1          | —                      | —                      | —                      | —                 | —                 | —         | —         | —       | 2       | —             | 2             |
| 5     | Serena Williams              | 2          | 2          | —          | —                      | —                      | —                      | —                 | 1                 | —         | —         | —       | —       | —             | —             |
| 5     | Venus Williams               | —          | 2          | —          | —                      | —                      | —                      | —                 | 1                 | 1         | —         | —       | —       | 1             | —             |
| 5     | Barbora Záhlavová-Strýcová   | —          | —          | —          | —                      | —                      | —                      | —                 | —                 | —         | 1         | —       | 1       | —             | 3             |
| 4     | Vania King                   | —          | 2          | —          | —                      | —                      | —                      | —                 | —                 | —         | —         | —       | —       | —             | 2             |
| 3     | Wiktoryja Asaranka           | —          | —          | —          | —                      | —                      | —                      | —                 | —                 | —         | 1         | 2       | —       | —             | —             |
| 3     | Timea Bacsinszky             | —          | —          | —          | —                      | —                      | —                      | —                 | —                 | —         | —         | —       | —       | —             | 3             |
| 3     | Sara Errani                  | —          | —          | —          | —                      | —                      | —                      | —                 | —                 | —         | —         | —       | —       | —             | 3             |
| 3     | Tathiana Garbin              | —          | —          | —          | —                      | —                      | —                      | —                 | —                 | —         | —         | —       | —       | —             | 3             |
| 3     | Anabel Medina Garrigues      | —          | —          | —          | —                      | —                      | —                      | —                 | —                 | —         | —         | —       | —       | —             | 3             |
| 3     | Julia Görges                 | —          | —          | —          | —                      | —                      | —                      | —                 | —                 | —         | —         | —       | —       | 1             | 2             |
| 3     | Květa Peschke                | —          | —          | —          | —                      | —                      | —                      | —                 | 1                 | —         | —         | —       | 1       | —             | 1             |
| 3     | Katarina Srebotnik           | —          | —          | 1          | —                      | —                      | —                      | —                 | 1                 | —         | —         | —       | 1       | —             | —             |
| 3     | Roberta Vinci                | —          | —          | —          | —                      | —                      | —                      | —                 | —                 | —         | —         | —       | —       | 1             | 2             |
| 2     | Chuang Chia-jung             | —          | —          | —          | —                      | —                      | —                      | 1                 | —                 | —         | —         | —       | —       | —             | 1             |
| 2     | Jelena Dementjewa            | —          | —          | —          | —                      | —                      | —                      | —                 | —                 | —         | —         | 2       | —       | —             | —             |
| 2     | Lucie Hradecká               | —          | —          | —          | —                      | —                      | —                      | —                 | —                 | —         | —         | —       | —       | —             | 2             |
| 2     | Justine Henin                | —          | —          | —          | —                      | —                      | —                      | —                 | —                 | —         | —         | 1       | —       | 1             | —             |
| 2     | Edina Gallovits              | —          | —          | —          | —                      | —                      | —                      | —                 | —                 | —         | —         | —       | —       | —             | 2             |
| 2     | Polona Hercog                | —          | —          | —          | —                      | —                      | —                      | —                 | —                 | —         | —         | —       | —       | —             | 2             |
| 2     | Ana Ivanović                 | —          | —          | —          | —                      | —                      | 1                      | —                 | —                 | —         | —         | —       | —       | 1             | —             |
| 2     | Marija Kirilenko             | —          | —          | —          | —                      | —                      | —                      | —                 | —                 | —         | 1         | —       | 1       | —             | —             |
| 2     | Alissa Kleibanowa            | —          | —          | —          | —                      | —                      | —                      | —                 | —                 | —         | —         | —       | —       | 2             | —             |
| 2     | Alla Kudrjawzewa             | —          | —          | —          | —                      | —                      | —                      | —                 | —                 | —         | —         | —       | —       | 1             | 1             |
| 2     | María José Martínez Sánchez  | —          | —          | —          | —                      | —                      | —                      | —                 | —                 | 1         | 1         | —       | —       | —             | —             |
| 2     | Anastassija Pawljutschenkowa | —          | —          | —          | —                      | —                      | —                      | —                 | —                 | —         | —         | —       | —       | 2             | —             |
| 2     | Lisa Raymond                 | —          | —          | —          | —                      | —                      | —                      | —                 | —                 | —         | —         | —       | 1       | —             | 1             |
| 2     | Aravane Rezaï                | —          | —          | —          | —                      | —                      | —                      | 1                 | —                 | —         | —         | —       | —       | 1             | —             |
| 2     | Marija Scharapowa            | —          | —          | —          | —                      | —                      | —                      | —                 | —                 | —         | —         | —       | —       | 2             | —             |
| 2     | Francesca Schiavone          | 1          | —          | —          | —                      | —                      | —                      | —                 | —                 | —         | —         | —       | —       | 1             | —             |
| 2     | Jaroslawa Schwedowa          | —          | 2          | —          | —                      | —                      | —                      | —                 | —                 | —         | —         | —       | —       | —             | —             |
| 2     | Ágnes Szávay                 | —          | —          | —          | —                      | —                      | —                      | —                 | —                 | —         | —         | —       | —       | 2             | —             |
| 2     | Tamarine Tanasugarn          | —          | —          | —          | —                      | —                      | —                      | —                 | —                 | —         | —         | —       | —       | 1             | 1             |
| 2     | Zheng Jie                    | —          | —          | —          | —                      | —                      | —                      | —                 | —                 | —         | —         | —       | 1       | —             | 1             |
| 1     | Sofia Arvidsson              | —          | —          | —          | —                      | —                      | —                      | —                 | —                 | —         | —         | —       | —       | —             | 1             |
| 1     | Aljona Bondarenko            | —          | —          | —          | —                      | —                      | —                      | —                 | —                 | —         | —         | —       | —       | 1             | —             |
| 1     | Alberta Brianti              | —          | —          | —          | —                      | —                      | —                      | —                 | —                 | —         | —         | —       | —       | —             | 1             |
| 1     | Chan Yung-jan                | —          | —          | —          | —                      | —                      | —                      | —                 | —                 | —         | —         | —       | —       | —             | 1             |
| 1     | Chang Kai-chen               | —          | —          | —          | —                      | —                      | —                      | —                 | —                 | —         | —         | —       | —       | —             | 1             |
| 1     | Sorana Cîrstea               | —          | —          | —          | —                      | —                      | —                      | —                 | —                 | —         | —         | —       | —       | —             | 1             |
| 1     | Alizé Cornet                 | —          | —          | —          | —                      | —                      | —                      | —                 | —                 | —         | —         | —       | —       | —             | 1             |
| 1     | Eleni Daniilidou             | —          | —          | —          | —                      | —                      | —                      | —                 | —                 | —         | —         | —       | —       | —             | 1             |
| 1     | Lindsay Davenport            | —          | —          | —          | —                      | —                      | —                      | —                 | —                 | —         | —         | —       | 1       | —             | —             |
| 1     | Alexandra Dulgheru           | —          | —          | —          | —                      | —                      | —                      | —                 | —                 | —         | —         | 1       | —       | —             | —             |
| 1     | Mariana Duque Mariño         | —          | —          | —          | —                      | —                      | —                      | —                 | —                 | —         | —         | —       | —       | 1             | —             |
| 1     | Marina Eraković              | —          | —          | —          | —                      | —                      | —                      | —                 | —                 | —         | —         | —       | —       | —             | 1             |
| 1     | Anna-Lena Grönefeld          | —          | —          | —          | —                      | —                      | —                      | —                 | —                 | —         | —         | —       | —       | —             | 1             |
| 1     | Jarmila Groth                | —          | —          | —          | —                      | —                      | —                      | —                 | —                 | —         | —         | —       | —       | 1             | —             |
| 1     | Wolha Hawarzowa              | —          | —          | —          | —                      | —                      | —                      | —                 | 1                 | —         | —         | —       | —       | —             | —             |
| 1     | Andrea Hlaváčková            | —          | —          | —          | —                      | —                      | —                      | —                 | —                 | —         | —         | —       | —       | —             | 1             |
| 1     | Jelena Janković              | —          | —          | —          | —                      | —                      | —                      | 1                 | —                 | —         | —         | —       | —       | —             | —             |
| 1     | Kaia Kanepi                  | —          | —          | —          | —                      | —                      | —                      | —                 | —                 | —         | —         | —       | —       | 1             | —             |
| 1     | Michaëlla Krajicek           | —          | —          | —          | —                      | —                      | —                      | —                 | —                 | —         | —         | —       | —       | —             | 1             |
| 1     | Marija Kondratjewa           | —          | —          | —          | —                      | —                      | —                      | —                 | —                 | —         | —         | —       | —       | —             | 1             |
| 1     | Swetlana Kusnezowa           | —          | —          | —          | —                      | —                      | —                      | —                 | —                 | —         | —         | 1       | —       | —             | —             |
| 1     | Jekaterina Makarowa          | —          | —          | —          | —                      | —                      | —                      | —                 | —                 | —         | —         | 1       | —       | —             | —             |
| 1     | Johanna Larsson              | —          | —          | —          | —                      | —                      | —                      | —                 | —                 | —         | —         | —       | —       | —             | 1             |
| 1     | Li Na                        | —          | —          | —          | —                      | —                      | —                      | —                 | —                 | —         | —         | —       | —       | 1             | —             |
| 1     | Nuria Llagostera Vives       | —          | —          | —          | —                      | —                      | —                      | —                 | —                 | —         | 1         | —       | —       | —             | —             |
| 1     | Bethanie Mattek-Sands        | —          | —          | —          | —                      | —                      | —                      | —                 | —                 | —         | —         | —       | —       | —             | 1             |
| 1     | Sania Mirza                  | —          | —          | —          | —                      | —                      | —                      | —                 | —                 | —         | —         | —       | —       | —             | 1             |
| 1     | Lilia Osterloh               | —          | —          | —          | —                      | —                      | —                      | —                 | —                 | —         | —         | —       | —       | —             | 1             |
| 1     | Alexandra Panowa             | —          | —          | —          | —                      | —                      | —                      | —                 | —                 | —         | —         | —       | —       | —             | 1             |
| 1     | Tamira Paszek                | —          | —          | —          | —                      | —                      | —                      | —                 | —                 | —         | —         | —       | —       | 1             | —             |
| 1     | Nadja Petrowa                | —          | —          | —          | —                      | —                      | —                      | —                 | —                 | —         | —         | —       | 1       | —             | —             |
| 1     | Tazzjana Putschak            | —          | —          | —          | —                      | —                      | —                      | —                 | —                 | —         | —         | —       | —       | —             | 1             |
| 1     | Anastasia Rodionova          | —          | —          | —          | —                      | —                      | —                      | —                 | —                 | —         | —         | —       | —       | —             | 1             |
| 1     | Virginia Ruano Pascual       | —          | —          | —          | —                      | —                      | —                      | —                 | —                 | —         | —         | —       | 1       | —             | —             |
| 1     | Anastasija Sevastova         | —          | —          | —          | —                      | —                      | —                      | —                 | —                 | —         | —         | —       | —       | 1             | —             |
| 1     | Meghann Shaughnessy          | —          | —          | —          | —                      | —                      | —                      | —                 | —                 | —         | —         | —       | 1       | —             | —             |
| 1     | Samantha Stosur              | —          | —          | —          | —                      | —                      | —                      | —                 | —                 | —         | —         | 1       | —       | —             | —             |
| 1     | Rennae Stubbs                | —          | —          | —          | —                      | —                      | —                      | —                 | —                 | —         | —         | —       | 1       | —             | —             |
| 1     | Wera Swonarjowa              | —          | —          | —          | —                      | —                      | —                      | —                 | —                 | —         | —         | —       | —       | 1             | —             |
| 1     | Anna Tschakwetadse           | —          | —          | —          | —                      | —                      | —                      | —                 | —                 | —         | —         | —       | —       | 1             | —             |
| 1     | Vladimíra Uhlířová           | —          | —          | —          | —                      | —                      | —                      | —                 | —                 | —         | —         | —       | —       | —             | 1             |
| 1     | Renata Voráčová              | —          | —          | —          | —                      | —                      | —                      | —                 | —                 | —         | —         | —       | —       | —             | 1             |
| 1     | Yanina Wickmayer             | —          | —          | —          | —                      | —                      | —                      | —                 | —                 | —         | —         | —       | —       | 1             | —             |
| 1     | Jasmin Wöhr                  | —          | —          | —          | —                      | —                      | —                      | —                 | —                 | —         | —         | —       | —       | —             | 1             |
| 1     | Yan Zi                       | —          | —          | —          | —                      | —                      | —                      | —                 | —                 | —         | —         | —       | —       | —             | 1             |

## Titel nach Länder
| Titel | Land                | Grand Slam | Grand Slam | Grand Slam | Jahresendveranstaltung | Jahresendveranstaltung | Jahresendveranstaltung | Premier Mandatory | Premier Mandatory | Premier 5 | Premier 5 | Premier | Premier | International | International |
| Titel | Land                | Einzel     | Doppel     | Mixed      | Einzel                 | Doppel                 | Einzel Bali            | Einzel            | Doppel            | Einzel    | Doppel    | Einzel  | Doppel  | Einzel        | Doppel        |
| ----- | ------------------- | ---------- | ---------- | ---------- | ---------------------- | ---------------------- | ---------------------- | ----------------- | ----------------- | --------- | --------- | ------- | ------- | ------------- | ------------- |
| 21    | Vereinigte Staaten  | 2          | 4          | 1          | —                      | —                      | —                      | —                 | 1                 | 1         | —         | —       | 5       | 1             | 6             |
| 19    | Russland            | —          | —          | —          | —                      | —                      | —                      | —                 | —                 | —         | 1         | 4       | 2       | 9             | 3             |
| 17    | Italien             | 1          | —          | —          | —                      | 1                      | —                      | —                 | 1                 | —         | 2         | —       | 2       | 3             | 7             |
| 13    | Tschechien          | —          | —          | —          | —                      | —                      | —                      | —                 | 1                 | —         | 1         | —       | 2       | 1             | 8             |
| 8     | Argentinien         | —          | —          | —          | —                      | 1                      | —                      | —                 | 1                 | —         | 2         | —       | 2       | —             | 2             |
| 8     | Belgien             | 1          | —          | —          | 1                      | —                      | —                      | 1                 | —                 | 1         | —         | 1       | —       | 3             | —             |
| 6     | Dänemark            | —          | —          | —          | —                      | —                      | —                      | 1                 | —                 | 2         | —         | 1       | —       | 1             | —             |
| 6     | Spanien             | —          | —          | —          | —                      | —                      | —                      | —                 | —                 | 1         | 1         | —       | 1       | —             | 3             |
| 5     | Simbabwe            | —          | —          | 2          | —                      | —                      | —                      | —                 | —                 | —         | —         | —       | 1       | —             | 2             |
| 5     | Slowenien           | —          | —          | 1          | —                      | —                      | —                      | —                 | 1                 | —         | —         | —       | 1       | —             | 2             |
| 5     | Belarus             | —          | —          | —          | —                      | —                      | —                      | —                 | 1                 | —         | 1         | 2       | —       | —             | 1             |
| 4     | Australien          | —          | —          | —          | —                      | —                      | —                      | —                 | —                 | —         | —         | 1       | 1       | 1             | 1             |
| 4     | Volksrepublik China | —          | —          | —          | —                      | —                      | —                      | —                 | —                 | —         | —         | —       | 1       | 1             | 2             |
| 4     | Deutschland         | —          | —          | —          | —                      | —                      | —                      | —                 | —                 | —         | —         | —       | —       | 1             | 3             |
| 4     | Rumänien            | —          | —          | —          | —                      | —                      | —                      | —                 | —                 | —         | —         | 1       | —       | —             | 3             |
| 4     | Chinesisch Taipeh   | —          | —          | —          | —                      | —                      | —                      | —                 | 1                 | —         | —         | —       | —       | —             | 3             |
| 3     | Frankreich          | —          | —          | —          | —                      | —                      | —                      | 1                 | —                 | —         | —         | —       | —       | 1             | 1             |
| 3     | Schweiz             | —          | —          | —          | —                      | —                      | —                      | —                 | —                 | —         | —         | —       | —       | —             | 3             |
| 3     | Serbien             | —          | —          | —          | —                      | —                      | 1                      | 1                 | —                 | —         | —         | —       | —       | 1             | —             |
| 2     | Ungarn              | —          | —          | —          | —                      | —                      | —                      | —                 | —                 | —         | —         | —       | —       | 2             | —             |
| 2     | Kasachstan          | —          | 2          | —          | —                      | —                      | —                      | —                 | —                 | —         | —         | —       | —       | —             | —             |
| 2     | Thailand            | —          | —          | —          | —                      | —                      | —                      | —                 | —                 | —         | —         | —       | —       | 1             | 1             |
| 1     | Estland             | —          | —          | —          | —                      | —                      | —                      | —                 | —                 | —         | —         | —       | —       | 1             | —             |
| 1     | Griechenland        | —          | —          | —          | —                      | —                      | —                      | —                 | —                 | —         | —         | —       | —       | —             | 1             |
| 1     | Indien              | —          | —          | —          | —                      | —                      | —                      | —                 | —                 | —         | —         | —       | —       | —             | 1             |
| 1     | Kolumbien           | —          | —          | —          | —                      | —                      | —                      | —                 | —                 | —         | —         | —       | —       | 1             | —             |
| 1     | Lettland            | —          | —          | —          | —                      | —                      | —                      | —                 | —                 | —         | —         | —       | —       | 1             | —             |
| 1     | Neuseeland          | —          | —          | —          | —                      | —                      | —                      | —                 | —                 | —         | —         | —       | —       | —             | 1             |
| 1     | Niederlande         | —          | —          | —          | —                      | —                      | —                      | —                 | —                 | —         | —         | —       | —       | —             | 1             |
| 1     | Österreich          | —          | —          | —          | —                      | —                      | —                      | —                 | —                 | —         | —         | —       | —       | 1             | —             |
| 1     | Schweden            | —          | —          | —          | —                      | —                      | —                      | —                 | —                 | —         | —         | —       | —       | —             | 1             |
| 1     | Ukraine             | —          | —          | —          | —                      | —                      | —                      | —                 | —                 | —         | —         | —       | —       | 1             | —             |

## Race to the Championships
Die folgende Tabelle zeigt die Rangfolge der Spielerinnen im Race. Die besten acht Einzelspielerinnen und die besten vier Doppelpaarungen qualifizierten sich für die WTA Championships am Jahresende. Venus und Serena Williams konnten wegen Verletzung nicht teilnehmen.
| Pos. | Spielerin                    | Punkte | Tour |
| ---- | ---------------------------- | ------ | ---- |
| 1    | Caroline Wozniacki           | 8035   | 22   |
| 2    | Wera Swonarjowa              | 6785   | 19   |
| 3    | Kim Clijsters                | 6635   | 14   |
| 4    | Serena Williams              | 5355   | 13   |
| 5    | Venus Williams               | 4985   | 15   |
| 6    | Samantha Stosur              | 4982   | 19   |
| 7    | Francesca Schiavone          | 4935   | 22   |
| 8    | Jelena Janković              | 4445   | 21   |
| 9    | Jelena Dementjewa            | 4335   | 21   |
| 10   | Wiktoryja Asaranka           | 4235   | 21   |
| 11   | Li Na                        | 3540   | 20   |
| 12   | Justine Henin                | 3415   | 11   |
| 13   | Shahar Peer                  | 3365   | 21   |
| 14   | Agnieszka Radwańska          | 3000   | 18   |
| 15   | Nadja Petrowa                | 2702   | 20   |
| 16   | Marion Bartoli               | 2645   | 21   |
| 17   | Marija Scharapowa            | 2591   | 14   |
| 18   | Aravane Rezaï                | 2570   | 25   |
| 19   | Marija Kirilenko             | 2550   | 23   |
| 20   | Anastassija Pawljutschenkowa | 2520   | 23   |

| Pos. | Spielerinnen                                       | Punkte | Tour |
| ---- | -------------------------------------------------- | ------ | ---- |
| 1    | Gisela Dulko Flavia Pennetta                       | 8111   | 15   |
| 2    | Květa Peschke Katarina Srebotnik                   | 6396   | 16   |
| 3    | Serena Williams Venus Williams                     | 5500   | 4    |
| 4    | Lisa Raymond Rennae Stubbs                         | 5104   | 18   |
| 5    | Jaroslawa Schwedowa Vania King                     | 4978   | 10   |
| 6    | Nuria Llagostera Vives María José Martínez Sánchez | 3927   | 12   |
| 7    | Zheng Jie Chan Yung-jan                            | 3620   | 12   |
| 8    | Iveta Benešová Barbora Záhlavová-Strýcová          | 3267   | 14   |
| 9    | Cara Black Liezel Huber                            | 3060   | 7    |
| 10   | Marija Kirilenko Agnieszka Radwańska               | 2840   | 9    |

## Weltrangliste
Die Top Ten zum Jahresende:
| Rang | Vorjahr | Name                | Nation       | Punkte |
| ---- | ------- | ------------------- | ------------ | ------ |
| 1    | (4)     | Caroline Wozniacki  | Dänemark     | 8035   |
| 2    | (9)     | Wera Swonarjowa     | Russland     | 6785   |
| 3    | (18)    | Kim Clijsters       | Belgien      | 6635   |
| 4    | (1)     | Serena Williams     | USA          | 5355   |
| 5    | (6)     | Venus Williams      | USA          | 4985   |
| 6    | (13)    | Samantha Stosur     | Australien   | 4982   |
| 7    | (17)    | Francesca Schiavone | Italien      | 4935   |
| 8    | (8)     | Jelena Janković     | Serbien      | 4445   |
| 9    | (5)     | Jelena Dementjewa   | Russland     | 4335   |
| 10   | (7)     | Wiktoryja Asaranka  | Weißrussland | 4235   |

| Rang | Name                | Nation             | Punkte |
| ---- | ------------------- | ------------------ | ------ |
| 1    | Gisela Dulko        | Argentinien        | 8570   |
| 2    | Flavia Pennetta     | Italien            | 8570   |
| 3    | Liezel Huber        | Vereinigte Staaten | 7590   |
| 4    | Vania King          | Vereinigte Staaten | 6920   |
| 5    | Květa Peschke       | Tschechien         | 6860   |
| 6    | Katarina Srebotnik  | Slowenien          | 6830   |
| 7    | Jaroslawa Schwedowa | Kasachstan         | 6240   |
| 8    | Nadja Petrowa       | Russland           | 5530   |
| 9    | Lisa Raymond        | Vereinigte Staaten | 5520   |
| 10   | Rennae Stubbs       | Australien         | 5520   |

## Preisgeld
| Rang | Name                | Einzel    | Doppel  | Mixed | Bonus-Pool | Gesamt    |
| ---- | ------------------- | --------- | ------- | ----- | ---------- | --------- |
| 1    | Kim Clijsters       | 5.019.440 | 7.025   | 8.595 | –          | 5.035.060 |
| 2    | Caroline Wozniacki  | 3.886.512 | 34.976  | –     | 525.000    | 4.446.488 |
| 3    | Serena Williams     | 3.707.007 | 559.004 | –     | –          | 4.266.011 |
| 4    | Wera Swonarjowa     | 3.000.667 | 141.846 | 2.128 | 300.000    | 3.444.641 |
| 5    | Venus Williams      | 2.055.778 | 559.004 | –     | –          | 2.614.782 |
| 6    | Francesca Schiavone | 2.360.751 | 95.883  | –     | –          | 2.456.634 |
| 7    | Jelena Janković     | 1.803.164 | 33.827  | –     | 300.000    | 2.136.991 |
| 8    | Samantha Stosur     | 1.917.832 | 168.251 | 4.257 | –          | 2.090.340 |
| 9    | Jelena Dementjewa   | 1.346.690 | –       | –     | 550.000    | 1.896.690 |
| 10   | Wiktoryja Asaranka  | 1.278.601 | 98.427  | –     | 275.000    | 1.652.028 |

## Rücktritte
Die folgenden bedeutenden Spielerinnen beendeten 2010 ihre Tenniskarriere:
- Jelena Dementjewa
- Janette Husárová
- Jelena Kostanić Tošić
- Marta Marrero
- Camille Pin
- Virginia Ruano Pascual
- Nicole Vaidišová